# Castello Dei Baroni
Castello Dei Baroni – jest to zbudowana w XX wieku rezydencja w Wardija na Malcie. Na tym miejscu, w XVIII wieku, podczas rządów Wielkiego Mistrza Emmanuela de Rohan-Polduc, zbudowany został wiejski dom. W XX wieku miejsce to było własnością rodziny barona Montalto, który zbudował tutaj Castello Dei Baroni, włączając w jego strukturę starą budowlę. Następnie właścicielami budynku zostali Adrian Busietta oraz Maria Caruana.
Busietta i Caruana powiększyli i odrestaurowali budynek, który przez pewien okres był główną siedzibą Zakonu Ekumenicznego (Ecumenical Order), oraz wynajmowany był na działalność innych osób. Dziś budynek jest otwarty, za opłatą, dla publiczności; mieści się w nim muzeum, wystawiające różne eksponaty. Okazjonalnie wykorzystywany jest w celach charytatywnych oraz innych inicjatyw. Budynek znajduje się na odległym od głównych dróg terenie.
Jest to budynek z wapienia z dwoma kondygnacjami i ogrodem z tyłu. Główny układ wnętrza obejmuje nienaruszony budynek z XVIII wieku, przestronny hol, bibliotekę, typową sypialnię Wielkiego Mistrza, oraz kaplicę. Zwiedzający otrzymują audiowizualny obraz historii Zakonu Ekumenicznego i obejrzeć mogą wystawę na temat łowiectwa. Busietta zmarł w 2016, po czym budynek został wystawiony na sprzedaż.

## Położenie budynku
Budynek znajduje się w wiosce Wardija, na miejscu znanym pierwotnie jako Ta' Tanti, co znaczy "ziemia (teren) Tantiego". Tanti jest maltańskim nazwiskiem, co może sugerować wcześniejszego właściciela terenu. Leży w środkowej części wioski. Adres budynku to Castello Dei Baroni, Triq Madonna Tal-Abbandunati, Wardija, SPB 6531. Inne źródła podają inną nazwę ulicy, mianowicie St. George's Street, nazywaną tak przez miejscowych mieszkańców, prawdopodobnie z powodu pobliskiego kościoła św. Jerzego.
Aktualnie budynek jest dostępny do zwiedzania za opłatą wejściową od poniedziałku do piątku w godz. 9:00 - 14:00. Wymagana jest wcześniejsza rezerwacja. Zwykle ludzie odwiedzają lokal, gdy wynajmują go jako salę weselną, na prywatne kolacje lub drinki lub imprezy kulturalne. Aby dotrzeć do budynku komunikacją miejską, można jechać autobusem i wysiąść na przystanku w pobliskiej wiosce Burmarrad. Od tego miejsca trzeba przejść na piechotę około trzydziestominutową droga pod górę. Inne sposoby dojazdu to skorzystanie z własnego transportu lub bezpośrednie porozumienie z gospodarzami.

## Historia
Uważa się, że Castello Dei Baroni zbudowane jest na miejscu, które mogło być schronieniem dla rolników, sięgającym czasów Zakonu św. Jana. Około roku 1783, w czasach rządów Wielkiego Mistrza Emmanuela de Rohan-Polduc, na terenie posiadłości maltańskiej rodziny szlacheckiej chłopi zbudowali zadaszoną konstrukcję. Budowla była oryginalnie małym maltańskim domem rolnika (farmhouse), dziś składającego się z przynajmniej jednego pomieszczenia, który mógł być używany kiedyś w XVIII wieku jako domek myśliwski. Być może był wykorzystywany przez rycerzy Zakonu św. Jana, lecz nie ma na to historycznych dowodów.

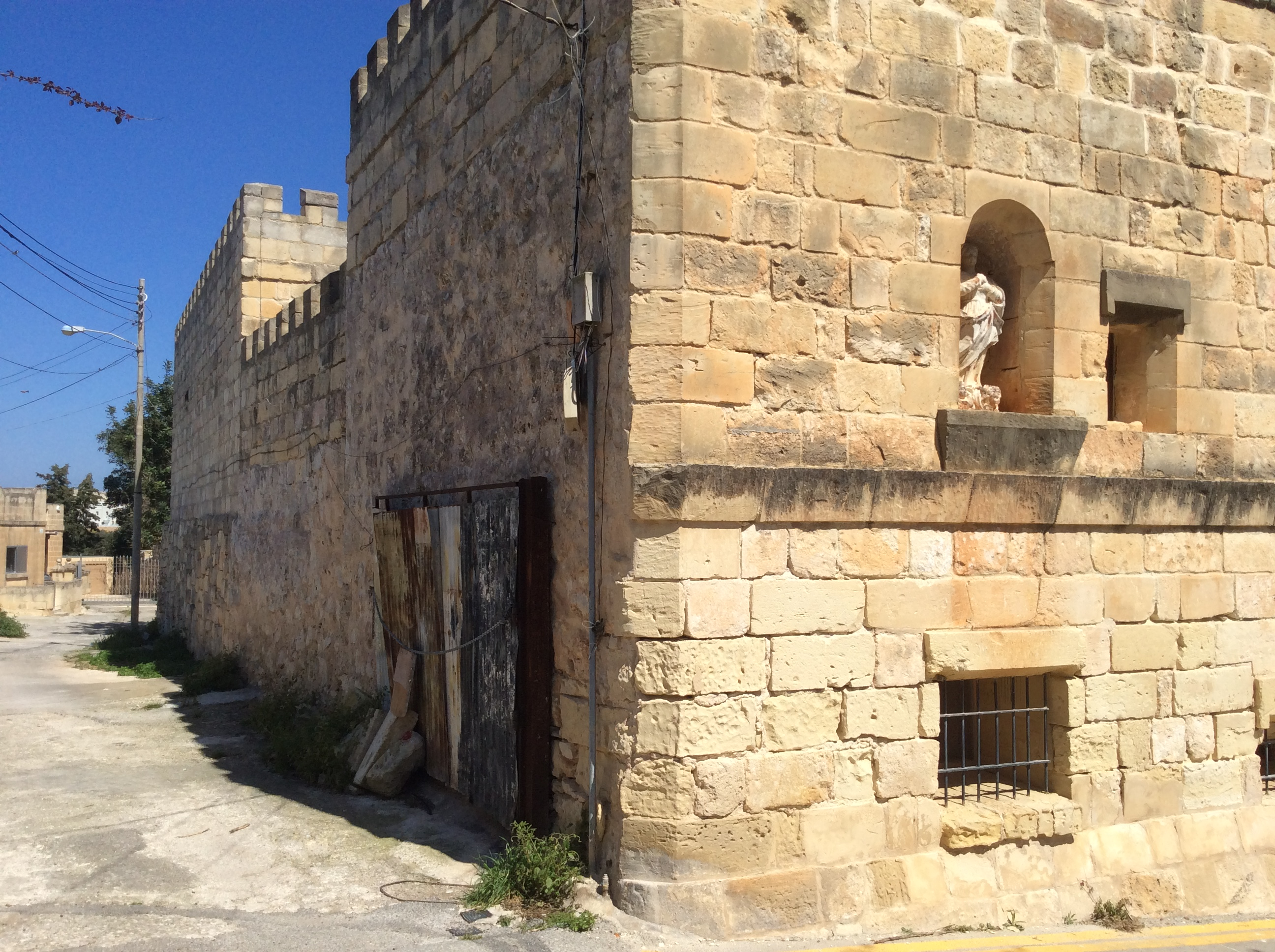
Widoczna część zadaszonej struktury z roku 1783 (po lewej), włączonej w fasadę Castello Dei Baroni

W XX wieku miejsce, gdzie dziś stoi Castello Dei Baroni, było nieużywanym polem, z XVIII-wiecznym budynkiem oraz murkami z kamieni. Na początku XX wieku rodzina Attarda Montalto zbudowała Castello Dei Baroni, przypuszczalnie nadając mu nazwę na cześć jakiegoś barona w rodzinie, i używała go jako wiejskiej rezydencji.

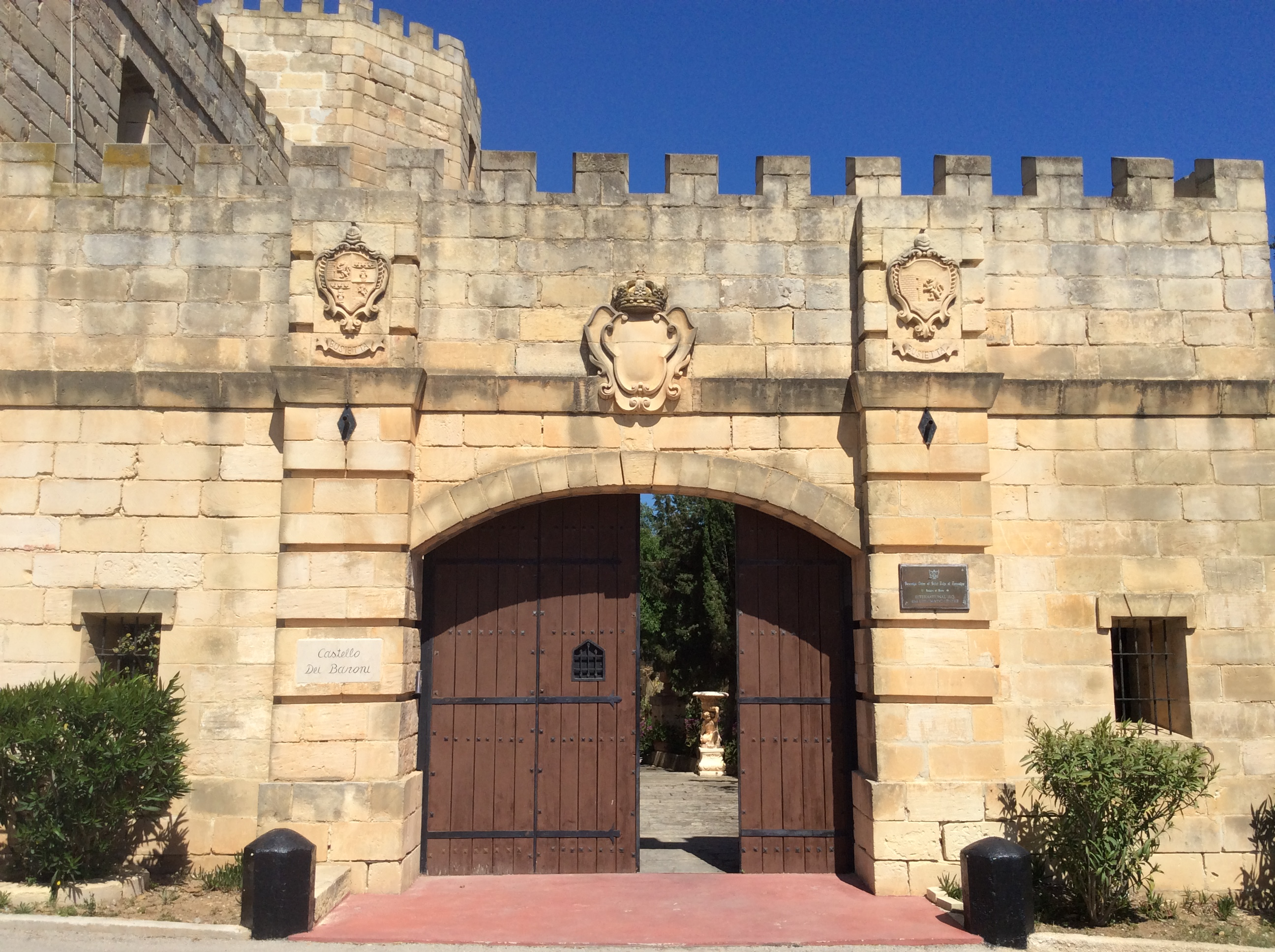
Brama główna z herbami Busietty i Caruany

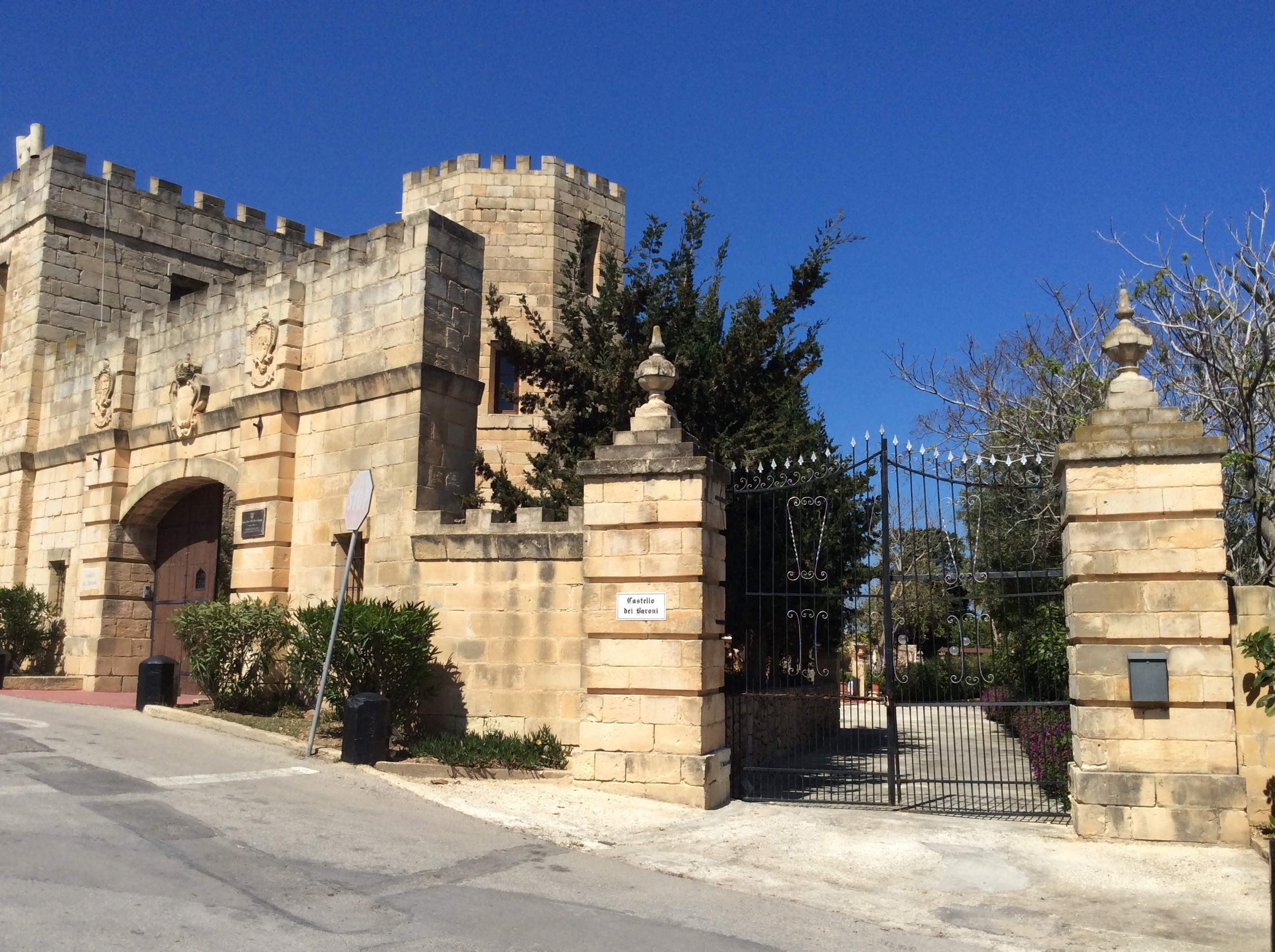
Brama główna (po lewej) oraz brama wjazdowa

W pewnym czasie Adrian Busietta i Maria Caruana, późniejsi Duke i Dame Zakonu Ekumenicznego, kupili Castello Dei Baroni i wprowadzili się tam. Wspólnie zrealizowali projekt renowacji rezydencji: odnowili XVIII-wieczny budynek, pałac powiększyli w kilku miejscach, dekorując go typowymi dla XVII i XVIII wieku meblami i innym wyposażeniem, oraz dostosowali do koniecznych wymagań.
Wnętrze budynku mieści Salę Rady Najwyższej Zakonu, wynajmowaną również na cele rozrywkowe. W budynku znajduje się biblioteka z literaturą od XVI wieku, w tym książkami i rękopisami. Innym pomieszczeniem do oficjalnego użytku jest bogato stylizowana jadalnia, która służy do organizacji spotkań w Zakonie Ekumenicznym i czasem użyczana jest osobom trzecim. Przestronny pokój w budynku służy jako kaplica. Gospodarze odtworzyli na piętrze sypialnię z typowym XVII-wiecznym wyposażeniem.
Przestronny budynek od roku 1991 idealnie sprawuje się jako siedziba Zakonu Ekumenicznego. Jest to siedziba oficjalna, znana jako „Headquarters of the Knights Hospitallers of the Sovereign Order of Saint John of Jerusalem – The Ecumenical Order” (OSJ), prościej znana oficjalnie również jako „Ecumenical Order” (Zakon Ekumeniczny). Nazywany jest on też czasem American Order, Shickshinny Order oraz Cumbo Order. Zakon św. Jana zdystansował się od działań tego Zakonu.

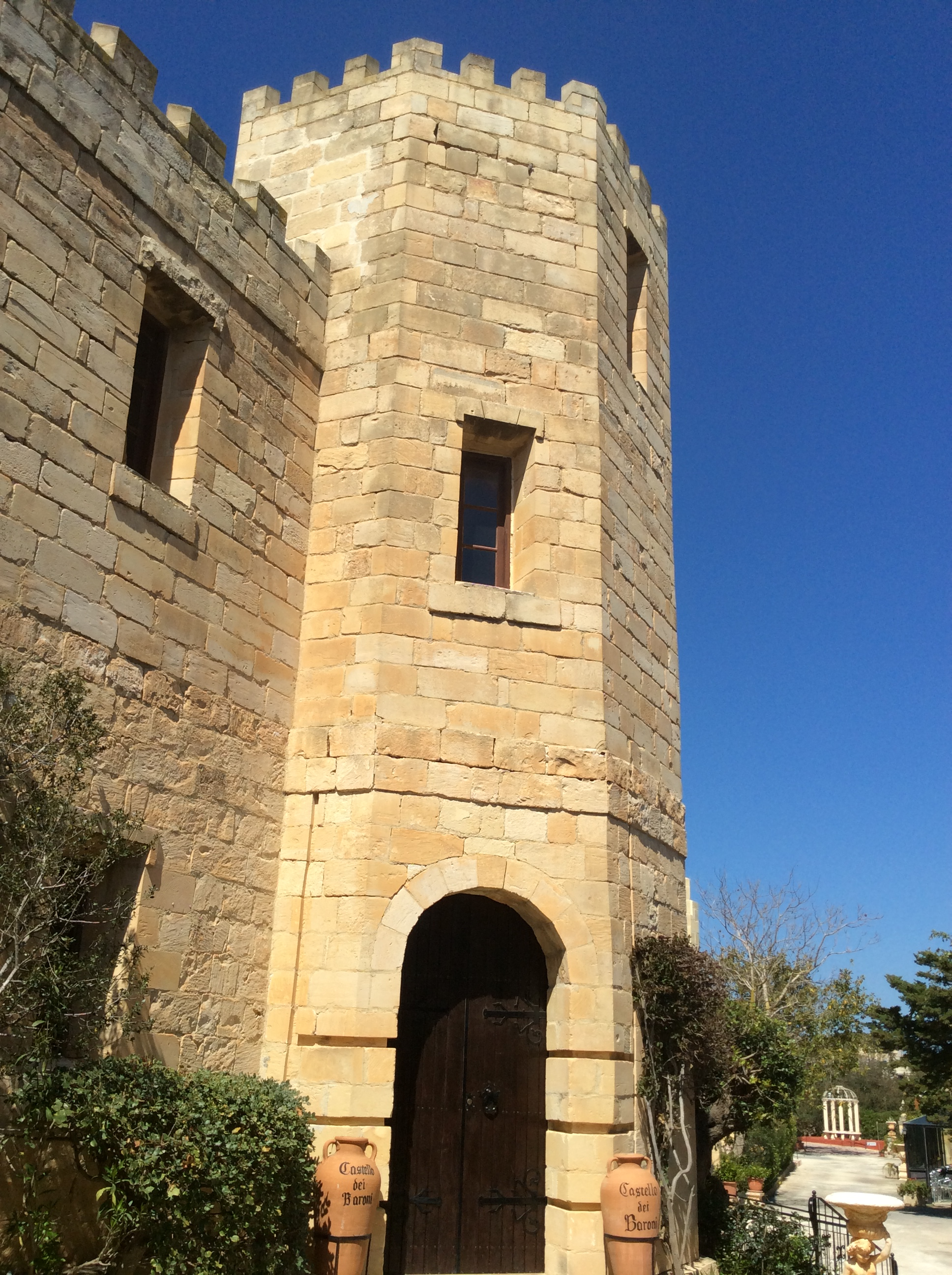
Jedna z wieżyczek budynku, wiodąca na jego dach

Od późnych lat XX wieku budynek wynajmowany był na przyjęcia weselne, kiedy był po raz pierwszy otwarty dla publiczności na specjalne okazje, i pozostaje gospodarzem różnych prywatnych wydarzeń. Na początku XXI wieku najstarsza, XVIII-wieczna, część budowli przekształcona została w muzeum łowiectwa, na parterze zaś organizowane są czasowe wystawy oraz imprezy charytatywne.
Adrian Busietta zmarł 14 lipca 2016, a 13 września tego samego roku Marie Caruana złożyła do Urzędu ds. Planowania wniosek o rolniczy rozwój okolicy Castello Dei Baroni. W końcu rezydencja wystawiona została na sprzedaż.

## Architektura
Rezydencja ma dwie kondygnacje nadziemne oraz podpiwniczenie, XVIII-wieczny budynek z jednym pomieszczeniem wkomponowany jest w konstrukcję.
Z zewnątrz budynek ma cechy przypominające zamek, służące celom dekoracyjnym oraz dodające romantycznej estetyki. Architektura wnętrz i wyposażenie są skromne, klasyczne, nadając budynkowi romantyczny wygląd, wyposażony jest w meble z kilku okresów, począwszy od XVI wieku. Nieruchomość posiada rozległy ogród uprawny, do którego można się dostać od strony wjazdu lub budynku.
Tablica na fasadzie opowiada krótką historię budynku. Głosi ona:

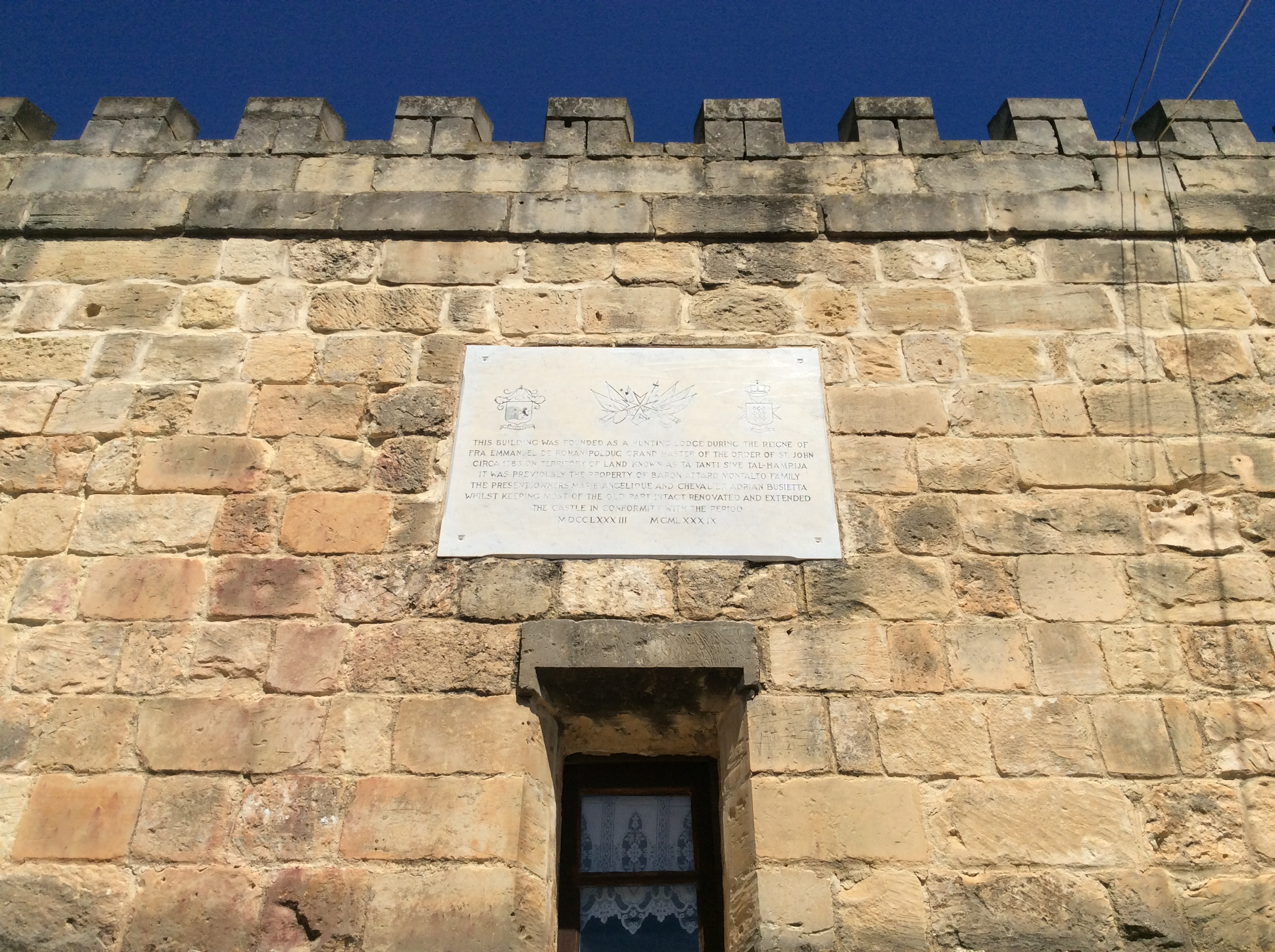
Kamienna tablica z historią budynku

THIS BUILDING WAS FOUNDED AS A HUNTING LODGE DURING THE REIGNE OF 

FRA EMMANUEL DE ROHAN POLDUC GRAND MASTER OF THE ORDER OF ST. JOHN

CIRCA 1783 ON TERRITORY OF LAND KNOWN AS TA' TANTI SIVE TAL-ĦAMRIJA

IT WAS PREVIOUSLY THE PROPERTY OF BARON ATTARD MONTALTO FAMILY

THE PRESENT OWNERS MARIE ANGELIQUE AND CHEVALIER ADRIAN BUSIETTA

WHILST KEEPING MOST OF THE OLD PART INTACT RENOVATED AND EXTENDED

THE CASTLE IN CONFORMITY WITH THE PERIOD

MDCCLXXXIII MCMLXXXIX

(Budynek ten został postawiony jako domek myśliwski podczas rządów / Brata Emmanuela de Rohan-Polduc Wielkiego Mistrza Zakonu św. Jana / około 1783 na terenie znanym jako Ta' Tanti sive Tal-Ħamrija / Poprzednio był własnością rodziny barona Attarda Montalto / Obecni właściciele Marie Angelique i kawaler Adrian Busietta / odnowili większość nienaruszonych części / i powiększyli zamek w zgodzie z okresem powstania / 1783 1989)
W części zewnętrznej elewacji, budynek ma dwie wieże; na jednej z nich znajduje się kolejna tablica, głosząca:

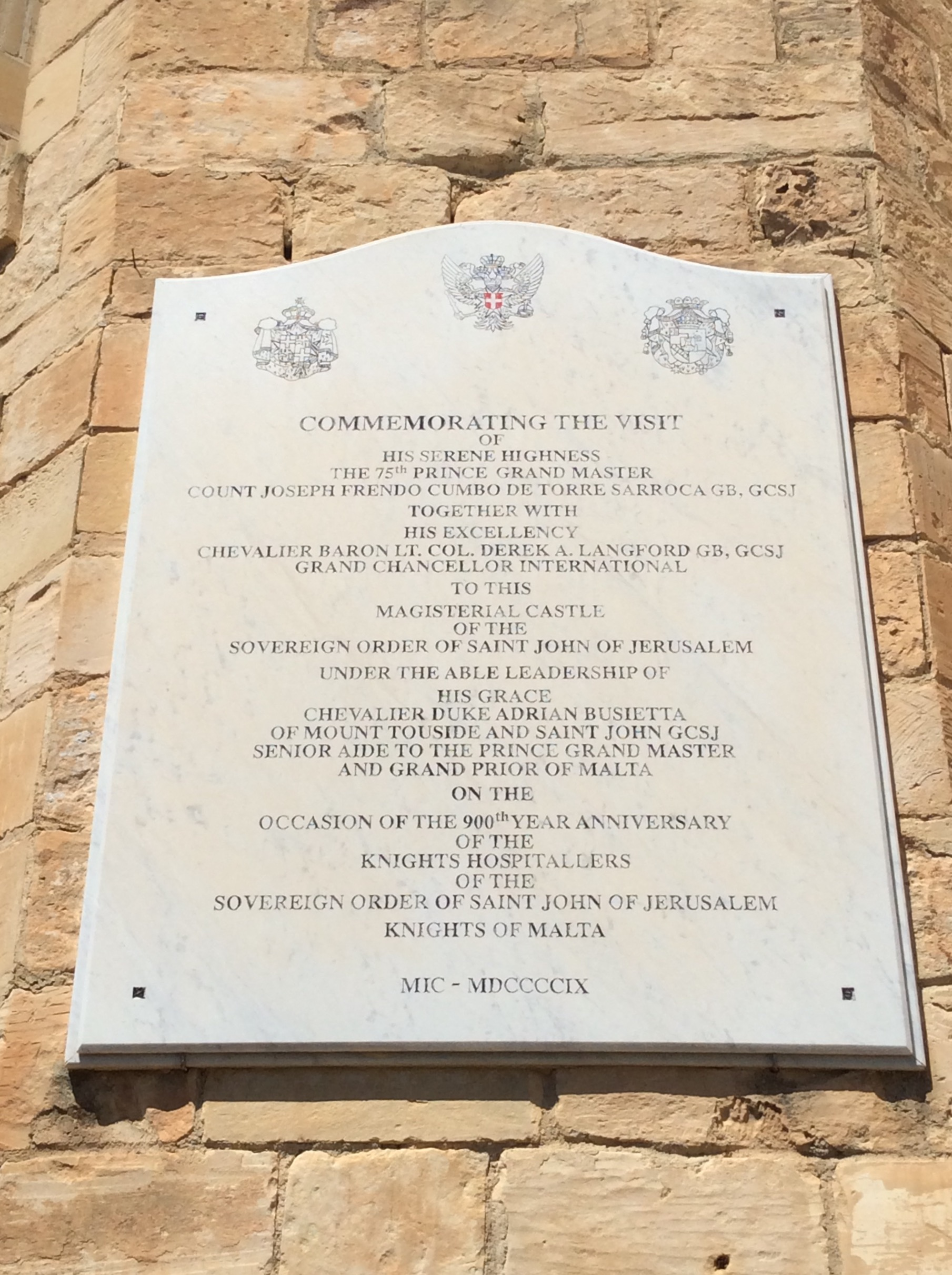
Tablica upamiętniająca wizytę Wielkiego Mistrza Zakonu Ekumenicznego

COMMEMORATING THE VISIT / OF / HIS SERENE HIGHNESS / THE 75th PRINCE GRAND MASTER / COUNT JOSEPH FRENDO CUMBO DE TORRE SAROCCA GB, GCSJ / TOGETHER WITH / HIS EXCELLENCY / CHEVALLIER BARON LT. COL. DEREK A. LANGFORD GB, GCSJ / GRAND CHANCELLOR INTERNATIONAL / TO THIS MAGISTERIAL CASTLE / OF THE / SOVEREIGN ORDER OF SAINT JOHN OF JERUSALEM / UNDER THE ABLE LEADERSHIP OF / HIS GRACE / CHEVALIER DUKE ADRIAN BUSIETTA / OF MOUNT TOUSIDE AND SAINT JOHN GSC / SENIOR AIDE TO THE PRINCE GRAND MASTER / AND GRAND PRIOR OF MALTA / ON THE / OCCASION OF THE 900th YEAR ANNIVERSARY / OF THE / KNIGHTS HOSPITALLERS / OF THE / SOVEREIGN MILITARY ORDER OF SAINT JOHN OF JERUSALEM / KNIGHTS OF MALTA / MIC - MDCCCCIX

(Dla upamiętnienia wizyty / Jego Jasnej Wysokości / 75go Księcia Wielkiego Mistrza / hrabiego Josepha Frendo Cumbo de Torre Sarocca GB, GCSJ / wraz z / Jego Ekscelencją / kawalerem baronem podpułkownikiem Derek A. Langfordem GB, GCSJ / Wielkim Kanclerzem Międzynarodowym / w tym władczym zamku / Suwerennego Zakonu Świętego Jana z Jerozolimy / pod umiejętnym przywództwem / Jego Łaskawości / kawalera księcia Adriana Busietty / of Mount Touside and Saint John GSC / Starszego Doradcy Księcia Wielkiego Mistrza / i Wielkiego Przeora Malty / z okazji 900 rocznicy / Rycerzy Szpitalników / Suwerennego Rycerskiego Zakonu Świętego Jana z Jerozolimy / Rycerzy Maltańskich / MIC - MDCCCCIX)

## Różne
W roku 2005 kręcono tutaj sekwencje do filmu Johnny to the West. Budynek wystąpił jako pałac afrykańskiego króla. W roku 2010 ówczesny premier Malty Lawrence Gonzi, podczas oficjalnej wizyty zaprezentował Castello jako miejsce historyczne i atrakcję turystyczną.